# 塞纳河畔孔夫朗
塞纳河畔孔夫朗（法語：Conflans-sur-Seine，法語發音：[kɔ̃flɑ̃ syʁ sɛn]）是法国马恩省的一个市镇，位于该省西南部，属于埃佩尔奈区。

## 地理
塞纳河畔孔夫朗（48°33'3"N, 3°40'45"E）面积6.14 平方千米，位于法国大東部大區马恩省，该省份为法国东北部内陆省份，北起阿登省，西北接埃纳省，西南接塞纳-马恩省，南至奥布省，东南接上马恩省，东临默兹省。
与塞纳河畔孔夫朗接壤的市镇（或旧市镇、城区）包括：克朗塞、塞纳河畔罗米伊、埃克拉沃勒-吕雷、塞纳河畔马西伊、维利耶欧科尔内耶。
塞纳河畔孔夫朗的时区为UTC+01:00、UTC+02:00（夏令时）。

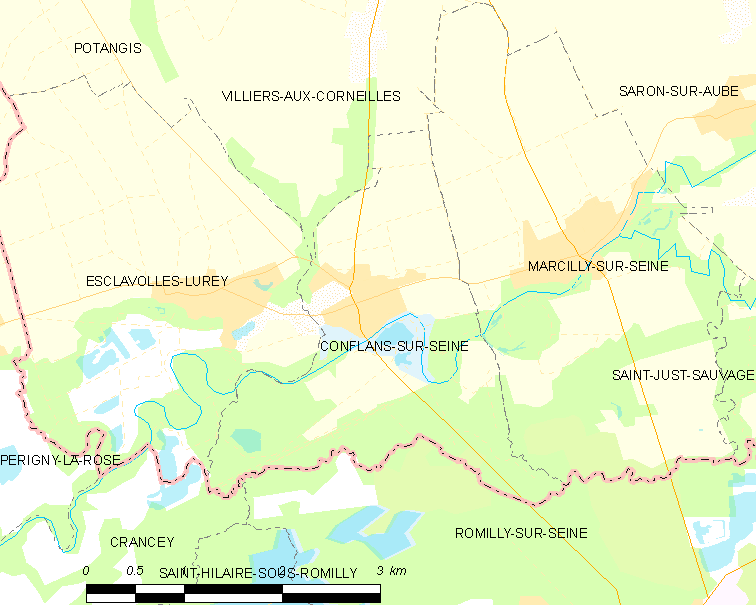
塞纳河畔孔夫朗的OSM定位图

## 行政
塞纳河畔孔夫朗的邮政编码为51260，INSEE市镇编码为51162。

## 政治
塞纳河畔孔夫朗所属的省级选区为韦尔蒂-香槟平原县。

## 人口

1962-2008年间塞纳河畔孔夫朗人口变化图示

塞纳河畔孔夫朗于2022年1月1日时的人口数量为621人。